# Pterostichus stapedius
Pterostichus stapedius är en skalbaggsart som beskrevs av Hermann Hacker. Pterostichus stapedius ingår i släktet Pterostichus och familjen jordlöpare. Inga underarter finns listade i Catalogue of Life.